# Psychotria tarapotensis
Psychotria tarapotensis är en måreväxtart som beskrevs av Paul Carpenter Standley. Psychotria tarapotensis ingår i släktet Psychotria och familjen måreväxter. Inga underarter finns listade i Catalogue of Life.